# Штауфенберг (Доња Саксонија)
Штауфенберг (њем. Staufenberg) град је у њемачкој савезној држави Доња Саксонија. Једно је од 29 општинских средишта округа Гетинген. Према процјени из 2010. у граду је живјело 8.188 становника. Посједује регионалну шифру (AGS) 3152026.

## Географски и демографски подаци
Штауфенберг се налази у савезној држави Доња Саксонија у округу Гетинген. Град се налази на надморској висини од 288 метара. Површина општине износи 77,6 km². У самом граду је, према процјени из 2010. године, живјело 8.188 становника. Просјечна густина становништва износи 106 становника/km².